# Roy L. Dennis
Roy Lee "Rocky" Dennis (4 de dezembro de 1961 – 4 de outubro de 1978) foi um adolescente americano que tinha displasia craniodiafisária, uma doença óssea esclerótica extremamente rara. A condição geralmente resulta em distúrbios neurológicos e morte durante a infância ou adolescência. Sua vida foi a base para o filme dramático de 1985, Mask.

## Início da vida e diagnóstico
Rocky Dennis nasceu em Glendora, Califórnia, filho de Florence "Rusty" Tullis e Roy Dennis, seu pai legal, mas não biológico. Aos dois anos de idade, foi-lhe diagnosticado displasia craniodiafisária, também conhecida como CDD ou lionite, uma doença extremamente rara que ocorre em aproximadamente um em cada 220 milhões de nascimentos, com menos de 20 casos registados. CDD é um distúrbio ósseo que causa acúmulo excessivo de tecido ósseo, inclusive no crânio, causando compressão gradual do cérebro e, portanto, hipertensão intracraniana. Com base no pequeno número de casos registados, os médicos previram que a pressão da acumulação óssea no sistema nervoso central e nos nervos cranianos destruiria a sua visão e audição, e eventualmente afectaria o seu cérebro, com morte antes do seu sétimo aniversário.

## Adolescência
Apesar de suas limitações de visão, problemas de audição e das fortes dores de cabeça que sofria, Dennis acabou conseguindo fazer uma série de coisas que seus médicos previram que ele seria incapaz de fazer. Dennis aprendeu a ler, embora sua visão deficiente o impedisse de ler livros. Ele entrou na escola aos seis anos, embora as autoridades escolares não recomendassem isso, e depois de um início lento (ele passou dois anos na primeira série), ele conseguiu fazer progresso acadêmico antes de morrer, aos 16 anos. Dennis recusou-se a fazer uma cirurgia plástica para corrigir sua malformação facial.
Dennis residia em Azusa, Califórnia, assim como em Covina. Lá, junto com seu meio-irmão, Joshua, ele morou com seus pais e frequentou a Ben Lomond Elementary School. Depois que sua mãe deixou a família, Dennis foi criado por um tempo por seu pai e avó legais, bem como por sua madrasta.
Dennis morreu em 4 de outubro de 1978 aos 16 anos. Sua causa oficial de morte foi a síndrome da morte súbita arrítmica, uma condição de origem desconhecida que pode ou não estar relacionada à sua displasia craniodiafisária. O corpo de Dennis foi doado ao UCLA Medical Center.

## Família
O meio-irmão mais velho de Dennis, Joshua "John" Mason, morreu em 1987, aos 32 anos, de complicações da AIDS. Joshua não apareceu e não foi mencionado em Mask. Sua mãe, Rusty Tullis, morreu em 11 de novembro de 2006, aos 70 anos, em consequência de uma infecção após um acidente de moto.

## Na cultura popular
Peter Bogdanovich dirigiu o filme Mask de 1985, a partir do roteiro de Anna Hamilton Phelan baseado na vida de Dennis. Eric Stoltz interpretou Dennis. Em uma cena do filme, Dennis de Stoltz lê um poema para sua mãe, Rusty (interpretada por Cher), que foi escrito por Dennis. O filme é vagamente baseado na vida de Dennis, com a maioria das cenas e diálogos alterados para fins dramáticos.
Phelan adaptou seu roteiro para um musical teatral de mesmo nome, com música de Barry Mann e Cynthia Weil. O musical estreou no Pasadena Playhouse, na Califórnia, em 12 de março de 2008.
O músico pop sueco Jens Lekman publicou por conta própria uma canção intitulada "Rocky Dennis' Farewell Song to the Blind Girl", fazendo com que os DJs chamassem erroneamente o músico pelo nome de Rocky Dennis. Lekman esclareceu que a música não era sobre ele mesmo com o lançamento de Rocky Dennis in Heaven, um EP contendo quatro músicas sobre Dennis e sua representação no cinema.